# Спрингтаун (Арканзас)
Спрингтаун (англ. Springtown, Arkansas) — город, расположенный в округе Бентон (штат Арканзас, США) с населением в 114 человек по статистическим данным переписи 2000 года.

## География
По данным Бюро переписи населения США город Спрингтаун имеет общую площадь в 1,29 квадратных километров, водных ресурсов в черте населённого пункта не имеется.
Город Спрингтаун расположен на высоте 367 метров над уровнем моря.

## Демография
По данным переписи населения 2000 года в Спрингтауне проживало 114 человек, 30 семей, насчитывалось 41 домашнее хозяйство и 47 жилых домов. Средняя плотность населения составляла около 81,4 человек на один квадратный километр. Расовый состав Спрингтауна по данным переписи распределился следующим образом: 85,09 % белых, 6,14 % — коренных американцев, 0,88 % — азиатов, 4,39 % — представителей смешанных рас, 3,51 % — других народностей. Испаноговорящие составили 8,77 % от всех жителей города.
Из 41 домашних хозяйств в 36,6 % — воспитывали детей в возрасте до 18 лет, 58,5 % представляли собой совместно проживающие супружеские пары, в 14,6 % семей женщины проживали без мужей, 24,4 % не имели семей. 24,4 % от общего числа семей на момент переписи жили самостоятельно, при этом 7,3 % составили одинокие пожилые люди в возрасте 65 лет и старше. Средний размер домашнего хозяйства составил 2,78 человек, а средний размер семьи — 3,26 человек.
Население города по возрастному диапазону по данным переписи 2000 года распределилось следующим образом: 28,1 % — жители младше 18 лет, 15,8 % — между 18 и 24 годами, 29,8 % — от 25 до 44 лет, 19,3 % — от 45 до 64 лет и 7,0 % — в возрасте 65 лет и старше. Средний возраст жителей составил 31 год. На каждые 100 женщин в Спрингтаун приходилось 93,2 мужчин, при этом на каждые сто женщин 18 лет и старше приходилось 95,2 мужчин также старше 18 лет.
Средний доход на одно домашнее хозяйство в городе составил 26 250 долларов США, а средний доход на одну семью — 38 750 долларов. При этом мужчины имели средний доход в 25 750 долларов США в год против 21 250 долларов среднегодового дохода у женщин. Доход на душу населения в городе составил 12 497 долларов в год. Все семьи Спрингтауне имели доход, превышающий уровень бедности, 10,2 % от всей численности населения находилось на момент переписи населения за чертой бедности.